# Smodniška zarota
Smodniška zarota (angleško Gunpowder plot) je bila zarota, v kateri je skupina rimokatolikov 5. novembra 1605 poskušala izvesti atentat na protestantskega kralja Jakoba I., tako da bi ob kraljevem sklicu parlamenta razstrelili Westminstrsko palačo. Guya Fawkesa, enega od zarotnikov, ki je bil odgovoren za izvedbo zadnje faze zarote, so ujeli, mučili in skupaj s sozarotniki usmrtili.
V spomin na dogodek 5. novembra Britanci in nekatere kolonije praznujejo enega najbolj znanih britanskih državnih praznikov. Znan je po imenih Guy Fawkes Night, Guy Fawkes Day, Bonfire Night in Firework Night. Poleg državotvorne note (zaradi obvarovanja monarhije) je imel praznik včasih tudi protikatoliško noto, sedaj pa prevladuje lokalno-dobrodelna in doživljajska. Obeležuje se s prižiganjem ognja ali ognjemeti.
Spomin na smodniško zaroto je pomemben tudi v filmu V kot vroče maščevanje (v originalu V for Vendetta).